# Alfred Bouvier
Alfred Bouvier – francuski bokser, uczestnik Letnich Igrzysk Olimpijskich 1908 w Londynie.
Na Letnich Igrzyskach Olimpijskich 1908 startował w wadze lekkiej. Przegrał w 1/8 finału z reprezentantem gospodarzy Haroldem Holmesem, nie zdobywając medalu.